# Andtjärnen, Norrbotten
Andtjärnen är en sjö i Luleå kommun i Norrbotten och ingår i Altersundet-Luleälvens kustområde.